# Mikael Holmer
Mikael Holmer är en svensk innebandyspelare (forward), född i Uppsala 1975. Han värvades 2000/2001 av Warbergs IC 85 och producerade över 500 poäng i svenska elitserien. han slutade efter säsongen 2006/07 men gjorde comeback i Warberg IC 85 i februari 2008.